# 穆罕默德·拉赫巴里
穆罕默德·拉赫巴里（波斯語：‎，1991年12月13日—），伊朗男子击剑运动员，2014年亚洲运动会男子佩剑团体银牌得主、2018年亚洲运动会男子佩剑团体银牌得主、2022年亚洲运动会男子佩剑个人铜牌得主。